# Busana
Busana es una localidad de Italia situada en el territorio del municipio de Ventasso, en la provincia de Reggio Emilia, de la región de Emilia-Romaña.
Fue un municipio independiente hasta el 31 de diciembre de 2015, en que fue disuelto y pasó a formar parte del municipio de Ventasso.

## Demografía
| Gráfica de evolución demográfica de Busana entre 1861 y 2001 |
|                                                              |
| Fuente ISTAT - elaboración gráfica de Wikipedia              |